# Кобинское сельское поселение (Чечня)
Кобинское се́льское поселе́ние — муниципальное образование в Шелковском районе Чечни Российской Федерации.
Административный центр — село Коби.

## История
Статус и границы сельского поселения установлены Законом Чеченской Республики от 14 июля 2008 года № 42-РЗ «Об образовании муниципального образования Шелковской район и муниципальных образований, входящих в его состав, установлении их границ и наделении их соответствующим статусом муниципального района и сельского поселения».

## Население
| 2010  | 2012  | 2013  | 2014  | 2015  | 2016  | 2017  |
| ----- | ----- | ----- | ----- | ----- | ----- | ----- |
| 1805  | ↗1891 | ↗1950 | ↗1999 | ↗2071 | ↗2110 | ↗2118 |
| 2018  | 2019  | 2020  | 2021  | 2023  | 2024  |       |
| ↗2136 | ↗2147 | ↗2180 | →2180 | ↗2239 | ↗2284 |       |

## Состав сельского поселения
| № | Населённый пункт | Тип населённого пункта | Население |
| - | ---------------- | ---------------------- | --------- |
| 1 | Коби             | село                   | ↗2284     |